# Luigi Orsini
Luigi Orsini (Imola, (Emília-Romanya), 13 de novembre de 1873 - Idem, 8 de novembre de 1954) va ser un poeta, escriptor i llibretista italià.

## Biografia
Va néixer a la vil·la familiar al camp d'Imola (parròquia d'Ortodonico). Les condicions còmodes familiars li permeteren fer estudis superiors. Va assistir al Liceo Ginnasio Torricelli de Faenza, després es va matricular a la Universitat de Bolonya. Aquí va conèixer Giovanni Pascoli i Giosuè Carducci, els màxims inspiradors de la seva vocació literària. Es va llicenciar en dret (novembre de 1900), però va decidir dedicar-se a la literatura. L'any 1907 va iniciar la seva activitat com a escriptor de llibrets d'òpera, fet que li va portar un bon èxit. El 1911 va obtenir la càtedra, davant d'Emilio Praga i Giuseppe Giacosa, de literatura poètica i dramàtica al Conservatori de Milà, que va ocupar fins al 1939. El 1933 va guanyar el "Llorer d'Or" a la primera Acadèmia nacional amb la lírica Humilis ardeo, de poesia celebrada a Milà.

Orsini va col·laborar amb importants diaris: Il Popolo d'Italia, Il Resto del Carlino, The Fascist Regime, L'Illustrazione Italiana. També va ser el fundador, amb el seu amic Gaetano Gasperoni, d'una revista d'estudis històrics locals:  La Romagna nella storia, nelle lettere e nelle arti (gener de 1904). Malgrat la seva llarga estada a Milà, Orsini es va mantenir sempre molt lligat a la seva terra d'origen. Els versos dedicats a la ciutat natal de Carme a la Romagna són l'emblema d'Imola durant diverses dècades:
| « | <E tu lévati incontro a la ventura/ Imola, da' tuoi cento orti fecondi/ Come da un dolce bagno di frescura! | » |

 El 26 de març de 1938, Luigi Orsini, Gian Luigi Poggiali i Rezio Buscaroli (pare de Piero) van fundar l'"Associazione per Imola Storico-Artistica" (AISA), una institució cultural que encara funciona a la zona d'Imola. S'hi van sumar personalitats com Giacomo Dal Monte Casoni, els comtes Pasolini, Alessandretti, Serristori-Tozzoni i altres. El primer president va ser el mateix Luigi Orsini.
Luigi Orsini era el nebot de Felice Orsini, autor de l'atemptat fallit a Napoleó III el 1858.